# Stenay
Stenay je francouzská obec v departementu Meuse v regionu Grand Est. V roce 2011 zde žilo 2 755 obyvatel. Je centrem kantonu Stenay. Sídlí zde Evropské muzeum piva.

## Sousední obce
Baâlon, Brouennes, Cesse, Laneuville-sur-Meuse, Martincourt-sur-Meuse, Mouzay, Nepvant, Olizy-sur-Chiers, Saulmory-et-Villefranche, Wiseppe

## Vývoj počtu obyvatel
Počet obyvatel 